# مارلن رویسر
مارلن رویسر (آلمانی: Marlen Reusser؛ زادهٔ ۲۰ سپتامبر ۱۹۹۱) دوچرخه‌سوار زن اهل سوئیس است.
وی در مسابقات کشوری و بین‌المللی در مجموع برندهٔ ۱ مدال طلا، ۳ مدال نقره، ۱ مدال برنز شده‌است.